# 샤를 드골 다리

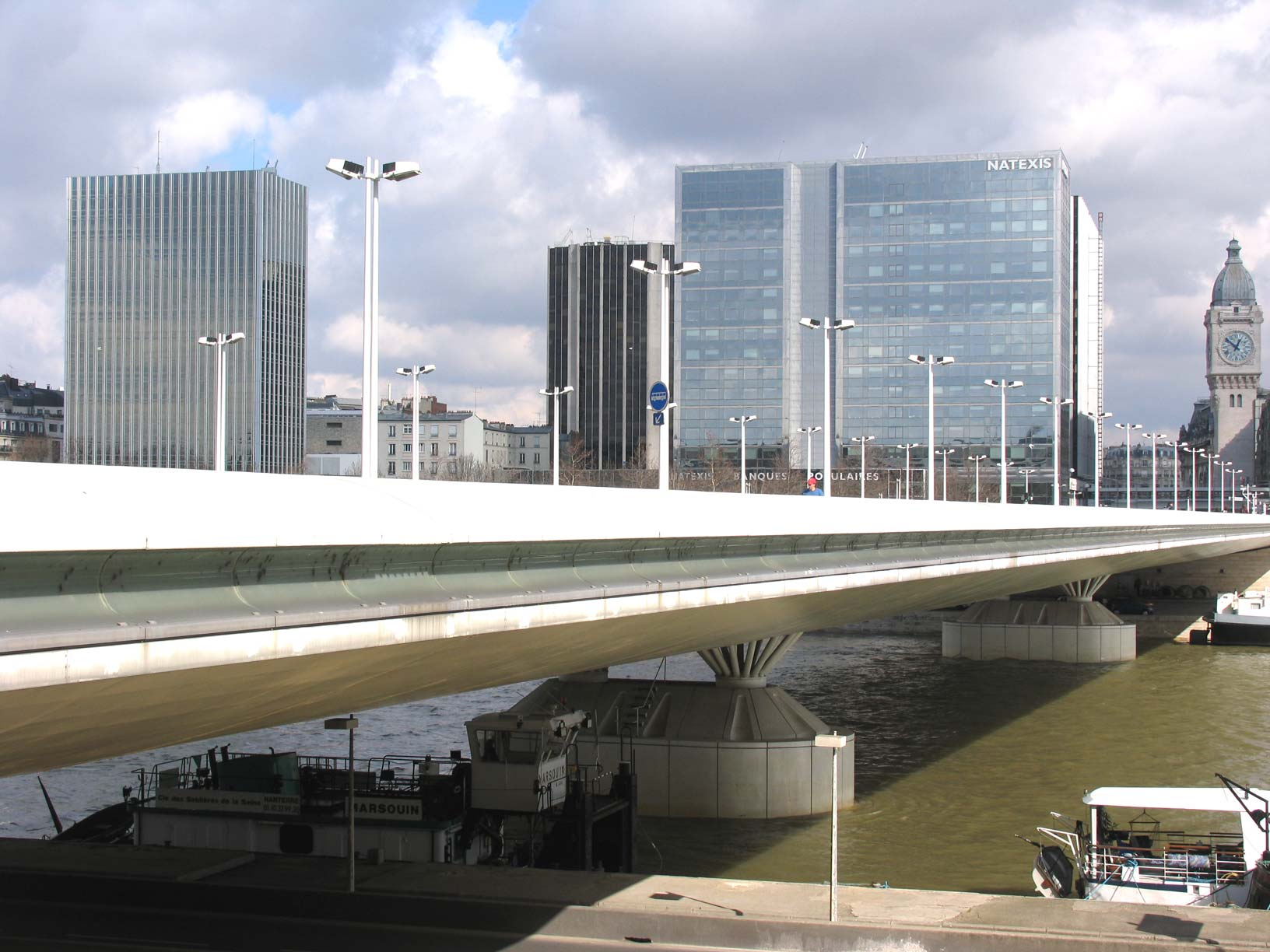
왼쪽 강뚝에서 바라본 샤를 드 골 다리의 모습

샤를 드골 다리(Pont Charles-de-Gaulle)는 파리의 센강에 위치한 강철로 구조된 형교이다. 파리의 동쪽 부근에 자리하며 13번 구획에서 12번 구획으로만 통하는 일방통행 다리이다.

## 역사
1986년 파리 시 위원회는 베르시 다리와 도스테르리츠 교 사이에 교량 하나를 더 건설하기로 하고 기존의 다리 건축을 본따서 건축 계획을 세우기로 한다. 계획의 목적은 도스테르리츠 다리 쪽으로 집중되었던 교통 문제를 해소하기 위함이었다. 프랑스 국립 도서관과 베르시 구역 간의 교통을 재정비함으로써 교통 결절점을 새로이 정비하려는 시 계획의 일환이었던 것이다.
전 유럽에 걸쳐 건축이 공모되었고 일 년 뒤에 대표 작을 선정하였다. 공모전에서는 루이 아르테크와 로망 카라신키가 내놓은 작품이 선정되었다.

## 구조
다리의 구조는 270m 정도이며 폭은 35m 에 달한다. 단일 철판으로 이뤄져 있으며 흡사 비행기의 날개 모습과 닮아 있다. 두 개의 부두와도 연결되어 있어 양쪽의 갑판이 연결되며 이 모습은 텐트를 거꾸로 친 모습 같다고 한다.
다리의 자동차 전용로는 인도와 자전거 도로를 제하면 18m 정도이며 4차선으로서 왼쪽→오른쪽만의 통행을 허용한다. 자전거 전용로는 양쪽에 있으며 함께 인도가 자리한다. 이곳은 물론 자동차 운행이 엄격하게 금지된다.

## 위치

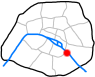
위치 설명